# Un embrujo
Un embrujo é um filme de drama mexicano de 1998 dirigido e escrito por Carlos Carrera. Foi selecionado como representante do México à edição do Oscar 1999, organizada pela Academia de Artes e Ciências Cinematográficas.

## Elenco
- Blanca Guerra - Felipa
- Mario Zaragoza - Eliseo
- Daniel Acuña - Eliseo (jovem)
- Luis Fernando Peña - Burro
- Ricardo Rentería - Rafael (jovem)
- Luisa Huertas - María
- Vanessa Bauche - Magda